# Velasco (La Rioja)
Velasco es una localidad  de La Rioja (España). Su administración depende del ayuntamiento de Herramélluri.  Junto a ella pasa el río Tirón, así como el río Reláchigo Según el INE en 2022 contaba con 8 habitantes.
Cuenta con una explotación agrícola mediante viveros.

## Ubicación
Se encuentra a tan solo ochocientos metros al norte de Herramélluri, pasando por la carretera LR-200, por lo que mantiene estrechos lazos con esta, funcionando de facto como un solo pueblo.

## Topónimo
Está documentado como Blascuri. La transformación a Velasco vendría como consecuencia del paso en euskera de u (en la terminación -uri ‘aldea, pueblo’) a o ante r implosiva por pérdida de la vocal final. Por lo que su traducción sería como 'pueblo de Velasco'.

## Demografía
Velasco (La Rioja) contaba a 1 de enero de 2010 con una población de 5 habitantes, 2 hombres y 3 mujeres.

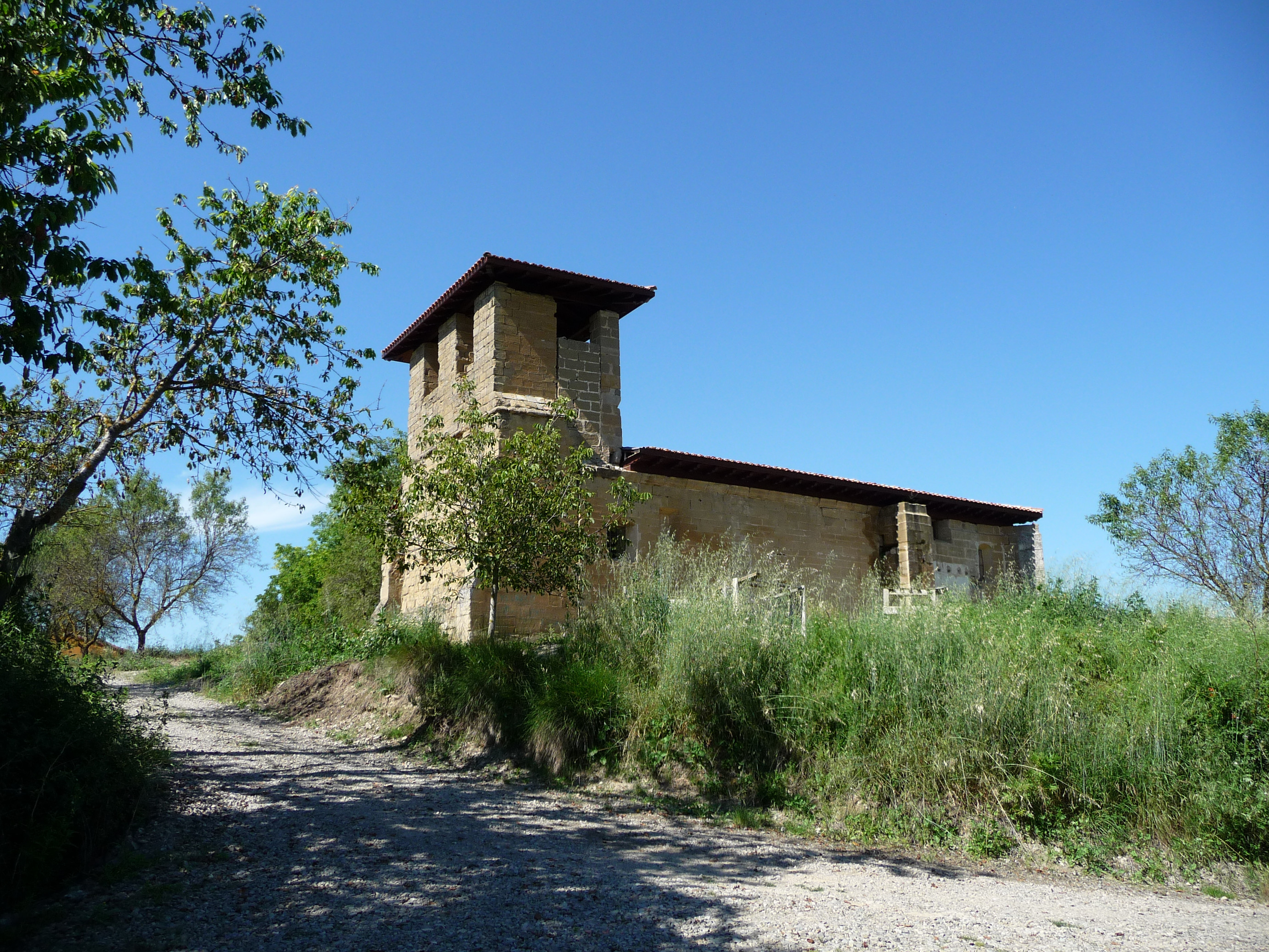
Iglesia Parroquial de La Natividad.

| Gráfica de evolución demográfica de Velasco (La Rioja) entre 2001 y 2010                         |
|                                                                                                  |
| Población de derecho (2001-2010) según los censos de población del INE a 1 de enero de cada año. |

## Lugares de interés
- Iglesia Parroquial de La Natividad: Su cabecera y buena parte de los muros fueron obra renacentista de mediados del siglo XVI. Se rehízo en el siglo XVIII, abovedándola. Nave rectangular de cuatro tramos, con bóvedas de lunetos y cabecera rectangular con cielo raso. La espadaña de un cuerpo se transformó en torre. El pórtico de entrada tiene arco de medio punto de grandes dovelas. Aunque la torre fue parcialmente restaurada, el resto del edificio sigue amenazando ruina. El ayuntamiento de Herramélluri tiene previsto que esta iglesia sirva como centro de interpretación de la ciudad de Libia.[5][6]

## Fiestas y tradiciones
- El segundo sábado de mayo se realiza una procesión desde Herramélluri hasta la iglesia de Nuestra Señora de Velasco, con pendones y cruces. Hay una merienda popular a base de tortilla y vino.
- El 16 de agosto se celebra la festividad de San Roque, patrono de la localidad.